# Лебідь Сергій Якимович
Сергій Якимович Лебідь (нар. 5 жовтня 1953,  Дніпропетровськ - пом. 2 травня 2019, Дніпро) — український прозаїк-гуморист. Член Національної спілки письменників України, НСЖУ (1995). Лауреат літературної премії ім. В. Підмогильного (2008).

## Біографія
Закінчив філологічний факультет Дніпропетровського державного університету. Головний редактор і власник «Популярної газети». Автор збірки «Ерудит за сумісництвом», численних публікацій у колективних збірниках, періодичних виданнях, співавтор аудіокниги «Письменники Дніпропетровщини – шкільним бібліотекам» (2012).  Помічник-консультант народного депутата Верховної Ради України IV скликання, Червонія В.М..